# Sphaerococcopsis simplicior
Sphaerococcopsis simplicior är en insektsart som först beskrevs av William Miles Maskell 1896. 
Sphaerococcopsis simplicior ingår i släktet Sphaerococcopsis och familjen filtsköldlöss. Inga underarter finns listade i Catalogue of Life.